# مديرية شامباران الشرقية
مديرية شامباران الشرقية أو شرق شامباران أو شامباران الشرقية (بالإنجليزية: East Champaran district)‏ تقسيم إداري لدولة الهند تتبع ولاية بيهار (بالإنجليزية: Bihar)‏، مركزها هو مدينة موتيهاري (بالإنجليزية: Motihari)‏ عدد سكانها حسب تعداد سنة 2001 هو 5,082,868، بمساحة 3,969 كم² وكثافة سكانية تصل إلى 1281 نسمة لكل كيلومتر مربع.

## أعلام
- رادها موهان سينغ

## وصلات خارجية
- التعداد السكاني للهند
- الموقع الرسمي